# Calpasoma
Genre
Calpasoma est un genre de limnoméduses (hydrozoaires) de la famille des Olindiidae.

## Liste d'espèces
Selon World Register of Marine Species (3 novembre 2018) :
- Calpasoma dactylopterum Fuhrmann, 1939